# Meteora
Pour le film grec, voir Meteora (film).
Albums de Linkin Park
Hybrid Theory
(2000) Minutes to Midnight
(2007)
Singles
1. Somewhere I Belong
Sortie : 17 mars 2003
2. Faint
Sortie : 9 juin 2003
3. Numb
Sortie : 8 septembre 2003
4. From the Inside
Sortie : 12 janvier 2004
5. Lying from You uniquement sorti aux États-Unis
Sortie : 16 mars 2004
6. Breaking the Habit
Sortie : 14 juin 2004

Meteora est le deuxième album studio du groupe américain de rock et de nu metal Linkin Park. Il est sorti le 25 mars 2003 sur le label Warner Bros. Records and Machine Shop Recordings, et fait suite à Reanimation, un album de collaboration contenant des remixes de chansons incluses dans leur premier album studio, Hybrid Theory. L'album a été produit par le groupe et Don Gilmore and Linkin Park. Le titre Meteora est tiré des monastères orthodoxes grecs partageant le même nom.
Ce disque a été critiqué pour sa courte durée (36 minutes et 43 secondes).
Meteora est d'un style plus agressif[réf. nécessaire], plus rapcore et moins nu metal, que le précédent Hybrid Theory et que le suivant Minutes to Midnight.
Cet album s'est vendu à plus de 27 millions d'exemplaires dans le monde.
La chanson Session a été utilisée comme bande son pour le film Matrix Reloaded, tandis que Figure.09 a été utilisé dans le film SWAT : Unité d'élite.

## Liste des titres
Toutes les chansons sont écrites et composées par Linkin Park.
| 1.    | Foreword           | 0:13 |
| 2.    | Don't Stay         | 3:07 |
| 3.    | Somewhere I Belong | 3:35 |
| 4.    | Lying from You     | 2:55 |
| 5.    | Hit the Floor      | 2:44 |
| 6.    | Easier to Run      | 3:24 |
| 7.    | Faint              | 2:42 |
| 8.    | Figure.09          | 3:17 |
| 9.    | Breaking the Habit | 3:21 |
| 10.   | From the Inside    | 3:00 |
| 11.   | Nobody's Listening | 2:59 |
| 12.   | Session            | 2:24 |
| 13.   | Numb               | 3:05 |
| 36:34 |                    |      |

| Edition bonus sur iTunes | Edition bonus sur iTunes                        | Edition bonus sur iTunes | Edition bonus sur iTunes | Edition bonus sur iTunes | Edition bonus sur iTunes | Edition bonus sur iTunes | Edition bonus sur iTunes | Edition bonus sur iTunes | Edition bonus sur iTunes |
| No                       | Titre                                           | Durée                    |                          |                          |                          |                          |                          |                          |                          |
| ------------------------ | ----------------------------------------------- | ------------------------ | ------------------------ | ------------------------ | ------------------------ | ------------------------ | ------------------------ | ------------------------ | ------------------------ |
| 14.                      | Lying from You                                  | 3:04                     |                          |                          |                          |                          |                          |                          |                          |
| 15.                      | From the Inside (Live LP Underground Tour 2003) | 2:55                     |                          |                          |                          |                          |                          |                          |                          |
| 16.                      | Easier to Run (Live LP Underground Tour 2003)   | 3:22                     |                          |                          |                          |                          |                          |                          |                          |
| 45:53                    |                                                 |                          |                          |                          |                          |                          |                          |                          |                          |

| 1. | Somewhere I Belong | 3:44 |
| 2. | Faint              | 2:56 |
| 3. | Numb               | 3:06 |
| 4. | Breaking The Habit | 3:18 |

Il existe des versions démo des chansons Figure.09, Faint et Breaking the Habit présentes dans le LP Underground 9.0.

### À noter
- Foreword est une courte intro dans laquelle on entend du martelage et le bruit d'une fenêtre qui se casse, ce qui introduit au bruit de la batterie de Don't Stay. Ce son si spécifique de l'introduction de Meteora est en réalité le graveur de CD "CD burner" du groupe que Mike a délibérément lancé au sol d’énervement durant une session d'enregistrement des titres de l'album.
- Session est une chanson entièrement instrumentale, qui a été utilisée dans le film Matrix Reloaded.
- L'album contient une plage CD-rom/multimédia sur laquelle figurent le clip de Somewhere I Belong, un making-of de l'album, un lien vers le site web du groupe, la présentation du fameux LP Underground (réseau de distribution du merchandising par les fans, mis en place par le groupe), et une séance de tags et de graffs par les membres du groupe.
- Session fut également utilisée dans l'épisode 7 saison 5 Gentleman Tony de la série HBO The Sopranos .

## Classements
| Classement                     | Meilleure position | Nombre de semaines |
| ------------------------------ | ------------------ | ------------------ |
| Canada (Canadian Albums Chart) | 2                  | 36                 |
| États-Unis (Billboard 200)     | 1                  | 175                |

## Certifications
| Pays              | Certification | Unités certifiées |
| ----------------- | ------------- | ----------------- |
| États-Unis (RIAA) | 8 × Platine   | 8 000 000         |
| France (SNEP)     | 2 × Platine   | 400 000           |